# Rougemont-le-Château
Rougemont-le-Château – miejscowość i gmina we Francji, w regionie Burgundia-Franche-Comté, w departamencie Territoire de Belfort.
Według danych na rok 1990 gminę zamieszkiwało 1198 osób, a gęstość zaludnienia wynosiła 72 osoby/km² (wśród 1786 gmin Franche-Comté Rougemont-le-Château plasuje się na 135. miejscu pod względem liczby ludności, natomiast pod względem powierzchni na miejscu 161.).